# Routledge
Routledge – brytyjskie wydawnictwo książkowe i prasowe. Jego początki sięgają 1836 roku. Specjalizuje się w wydawaniu literatury naukowej, czasopism oraz materiałów internetowych poświęconych różnym dziedzinom wiedzy.